# Autostrada regionale Cispadana
L'autostrada regionale Cispadana è un progetto volto a realizzare un'autostrada a gestione regionale di circa 67 km che collegherà i caselli di Reggiolo-Rolo sull'A22 e quello di Ferrara sud sull'A13. La società responsabile della progettazione, costruzione e gestione dell'opera è Autostrada Regionale Cispadana S.p.A., presieduta da Graziano Pattuzzi (ex presidente della Provincia di Modena ed ex sindaco di Sassuolo).
A luglio 2017 è stato pubblicato il decreto di compatibilità ambientale del progetto preliminare, con le prescrizioni che dovranno essere recepite nel progetto definitivo che dovrà essere elaborato e approvato entro cinque anni.

## Storia

### Origini
L'idea di un collegamento est-ovest nella parte settentrionale dell'Emilia centrale nacque in epoca fascista, con il progetto della ferrovia Rolo-Mirandola, che tuttavia non venne mai completata a seguito dei gravi danni della seconda guerra mondiale.
Nel giugno 1960, con lo sviluppo della motorizzazione di massa, l'ingegner Massimo Torelli propose la realizzazione di un "asse viario cispadano" alternativo alla via Emilia e alla strada statale 468 di Correggio, che collegasse direttamente le città di Ferrara e Parma, passando per Mirandola e Guastalla.
Nel 1980 il consiglio regionale approvò la legge regionale 19 maggio 1980, n. 38 relativa agli "Interventi promozionali per lo studio, la progettazione e la realizzazione del sistema cispadano delle vie di comunicazione", al fine di contribuire a distogliere i traffici di transito dai centri urbani della zona.
Nel dicembre 1983 il progetto della strada Cispadana, lungo 115 km (da Parma a Ferrara) e con un costo di 200 miliardi di lire, venne presentato dall'assessore Turchi.
Nel 1986 la Regione Emilia-Romagna, guidata da Lanfranco Turci con l'assessore ai trasporti e vie di comunicazione Giuseppe Gavioli, approvò il primo Piano Regionale Integrato dei Trasporti (PRIT), che individuò il primo progetto dell'infrastruttura, inizialmente come strada extraurbana secondaria (a unica carreggiata con una corsia per senso di marcia).
A partire dagli anni 1990 vengono realizzate dall'ANAS le prime opere (successivamente trasferite al demanio regionale ai sensi del decreto legislativo 31 marzo 1998, n. 112): la strada provinciale 70 da Ferrara a Sant'Agostino (località San Carlo), la tangenziale di Finale Emilia, la tangenziale di Reggiolo e la variante alla strada statale 62 della Cisa tra Brescello, Boretto e Gualtieri.
Nel 1998 il tracciato viene confermato nell'aggiornamento del Piano regionale integrato dei trasporti 1998-2010 (PRIT 98).
Il 10 giugno 2004 viene inaugurato il primo tratto di 3,7 km da San Carlo a Sant'Agostino, costato 18 milioni di euro. Il 6 ottobre 2007 viene inaugurato il secondo lotto di 5,5 km fino a Poggio Renatico, costato 20.658.000 euro e realizzato dall'amministrazione provinciale di Ferrara. Successivamente, è stata completata la porzione ferrarese (chiamata SP 70) fino a ridosso dello svincolo di Ferrara sud dell'Autostrada A13, che tuttavia non è ad essa direttamente interconnesso.
Sul versante occidentale, l'asse viario cispadano è stato realizzato solo in alcuni tratti, includendo la cosiddetta tangenziale di Reggiolo e la variante della ex SS 62 della Cisa nel tratto Gualtieri-Boretto-Brescello dal km 83+510 al km 94+362 (10,850 km costati 50 milioni di euro), inaugurato il 5 aprile 2007 dal ministro delle Infrastrutture Antonio Di Pietro.

### La svolta del progetto: da strada a scorrimento veloce ad autostrada
Dopo aver elaborato uno studio di fattibilità, il 5 luglio 2006 l'Assemblea legislativa dell'Emilia-Romagna approva il programma delle autostrade regionali, decidendo in particolare di modificare la tipologia dell'infrastruttura da costruire: dall'originaria strada a scorrimento veloce gratuita si passa a un'autostrada regionale a pedaggio. La modalità di realizzazione viene individuata con lo strumento della finanza di progetto, con una partecipazione finanziaria regionale massima di 350 milioni di euro, e una concessione di 49 anni e 6 mesi.
Nel 2007 l'associazione temporanea di imprese (ATI) costituita dalle società A22-Autostrada del Brennero spa (capogruppo), Coopsette Società Cooperativa, Impresa Pizzarotti & C. spa ed altri soci costruttori minori presenta alla Regione Emilia-Romagna la proposta per la realizzazione e gestione dell'autostrada regionale Cispadana approvata dalla Giunta regionale che prevede un contributo regionale di 198 milioni di euro.
Nel 2008 viene pubblicato sulla Gazzetta ufficiale dell'Unione europea il bando di gara a procedura ristretta per l'individuazione del concessionario per la realizzazione e gestione dell'autostrada regionale Cispadana. Nella procedura negoziata vengono invitati due soggetti: l'ATI-Autobrennero e la Società Italiana per Condotte d'Acqua spa.
Il 25 gennaio 2010 si conclude l'iter di gara con l'aggiudicazione della concessione al promotore ATI-Autobrennero, con una durata della concessione prevista in 49 anni e 6 mesi, una partecipazione finanziaria della Regione Emilia-Romagna di 179.700.000 € (inferiore rispetto ai 350 milioni previsti dall'assemblea legislativa nel 2006), l'esecuzione dei lavori in 44 mesi e l'importo complessivo dell'investimento di 1.158.720.000 €. Il 16 marzo viene costituita la società Autostrada Regionale Cispadana SpA (ARC SpA), che subentra all'ATI-Autobrennero; alla presidenza di ARC spa viene nominato Graziano Pattuzzi, ex presidente della Provincia di Modena. Il 25 novembre si firma la convenzione di concessione per il progetto, la costruzione e la gestione dell'autostrada regionale Cispadana e avvio della fase autorizzativa del progetto preliminare.
Il 18 maggio 2011 si conclude la Conferenza di servizi sul progetto preliminare. Il 13 luglio il Ministero dell'Ambiente e della Tutela del Territorio e del Mare comunica la conclusione della procedura di delimitazione del campo d'indagine sul progetto preliminare. Il 19 dicembre la Giunta della Regione Emilia-Romagna approva il progetto preliminare dell'opera.

### Valutazione d'impatto ambientale

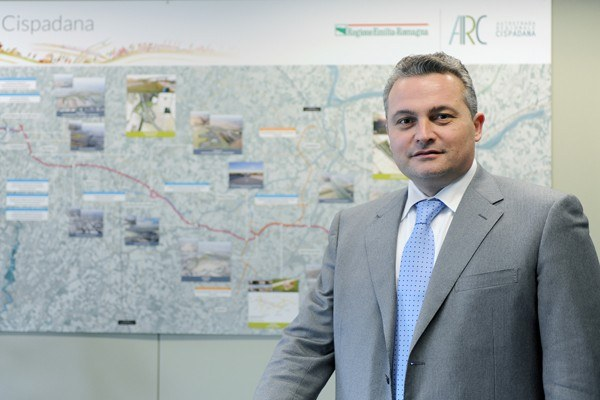
L'assessore Raffaele Donnini con il progetto della Cispadana

Il 2 ottobre 2012 viene depositato presso il Ministero dell'Ambiente il progetto preliminare e lo studio di impatto ambientale, che il successivo 10 ottobre danno avvio la procedura di valutazione di impatto ambientale (VIA); il 20 dicembre viene avviata la Conferenza dei servizi sul progetto definitivo.
Il 17 giugno 2013 il Ministero dell'Ambiente e della Tutela del Territorio e del Mare chiede integrazioni al progetto preliminare e al relativo studio di impatto ambientale, che vengono trasmesse il successivo 1º agosto. Il 13 novembre viene pubblicato l'avviso di deposito e viene dato avvio alla ricezione delle osservazioni entro il 12 gennaio 2014. A causa di un contrasto tra il Ministero dei beni e delle attività culturali e del turismo (che esprime parere negativo) e la commissione tecnica VIA/VAS, la questione viene rimandata al Presidente del Consiglio dei Ministri: il governo Renzi, con delibera del 22 febbraio 2016, supera la questione
Il 18 marzo 2016 viene pubblicato l'avviso della seconda ripubblicazione con termine per la presentazione delle osservazioni del pubblico fissata al 17 maggio 2016.
Il 25 luglio 2017 il Ministero dell'Ambiente e della Tutela del Territorio e del Mare ha pubblicato sul proprio sito il decreto di compatibilità ambientale del progetto preliminare dell'autostrada regionale Cispadana. Nel provvedimento sono presenti diverse prescrizioni che dovranno essere integrate nel progetto definitivo che dovrà essere elaborato ed approvato entro cinque anni.
Al 31 maggio 2018 il costo presunto dell'opera era stato aggiornato a 1,308 miliardi di euro, di cui 908 milioni già finanziati e 400 milioni da reperire.

### Progetto definitivo

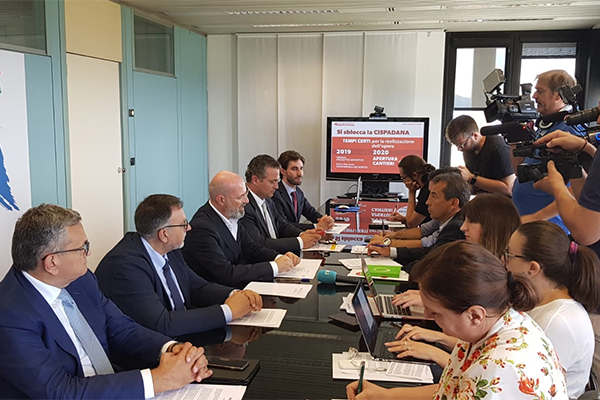
Stefano Bonaccini annuncia lo sblocco del progetto, con l'avvio dei cantieri nel 2020 (13 luglio 2019)

A causa delle difficoltà economiche della società aggiudicataria, causate sia dal fallimento nel 2015 della cooperativa Coopsette (detentrice del 19,3% della società ARC) sia dal blocco del rinnovo della concessione per l'autostrada A22 alla società Autobrennero spa (detentrice del 51% di ARC), nell'aprile 2019 la Regione Emilia-Romagna stanzia un finanziamento aggiuntivo di 100 milioni di euro, da sommare ai 179 milioni di euro già impegnati.  Nel mese luglio il Presidente della regione Stefano Bonaccini annuncia il cronoprogramma dell'opera, con la presentazione del progetto definitivo entro ottobre e l'avvio dei cantieri nella seconda metà del 2020, con l'entrata in esercizio della nuova autostrada regionale entro il 2024.
In vista delle Elezioni regionali in Emilia-Romagna del 2020, il progetto definitivo viene presentato il 25 novembre 2019 dall'assessore regionale ai trasporti Raffaele Donini, che annuncia altresì lo stanziamento di ulteriori 100 milioni di euro da parte della Regione (subordinati però ad un nuovo studio costi-benefici che analizzerà la sostenibilità ambientale ed economica dell'autostrada) e la ricapitalizzazione della società ARC spa con altri 100 milioni di euro da parte della società Autobrennero. Entro due mesi il progetto definitivo avrebbe dovuto essere approvato dalla Giunta regionale, per poi avviare nel 2020 la conferenza di servizi con gli enti territoriali. L'apertura dei cantieri viene confermata entro la fine del 2020, o al massimo nei primi mesi del 2021. Nell'ottobre 2020 la Commissione europea ha espresso parere negativo alla proroga decennale della concessione (scaduta nel 2014) della A22 alla società Autobrennero spa, principale azionista di ARC spa.
Il 7 ottobre 2020, a seguito di un'interpellanza parlamentare, viene reso noto dal viceministro ai trasporti Giancarlo Cancelleri che il costo stimato dell'opera è aumentato a 1,32 miliardi di euro e che per garantire la sostenibilità economico-finanziaria è indispensabile prevedere lo stanziamento di un ulteriore contributo pubblico a fondo perduto rispetto a quello già messo a disposizione dalla Regione Emilia-Romagna.
Il 14 gennaio 2021, l'assessore Corsini conferma il progetto e promette l'avvio del cantiere entro la fine del 2021; tuttavia, dopo appena 20 giorni, Corsini ammette le difficoltà legate al mancato rinnovo della concessione all'Autobrennero spa, ipotizzando di rivedere il progetto se entro 2-3 mesi la situazione non si fosse sbloccata, Nell'aprile 2022 il presidente di ARC conferma l'allungamento dei tempi e che i cantieri non partiranno prima della primavera del 2024 per concludersi forse nel 2028. mentre a settembre ha dichiarato che l'aumento dei prezzi delle materie prime ha fatta lievitare il costo stimato dell'opera a 1,7 miliardi di euro.

## Caratteristiche
Il progetto dell'infrastruttura prevede un asse viario di tipo A (autostrada extraurbana) con due corsie per senso di marcia di 3,75 m e con corsia di emergenza di 3 m.
Nell'autostrada saranno presenti quattro caselli autostradali (San Possidonio-Concordia sulla Secchia-Mirandola, San Felice sul Panaro-Finale Emilia, Cento, Poggio Renatico) e un'area di servizio a Mirandola (inizialmente ne era prevista un'altra a Poggio Renatico, non approvata in sede di valutazione ambientale).
Sono previsti sette viadotti e altrettanti sottovia di interconnessione, 31 sottovia e 25 cavalcavia.
La durata dei lavori è stimata in 44 mesi dall'avvio dei cantieri.

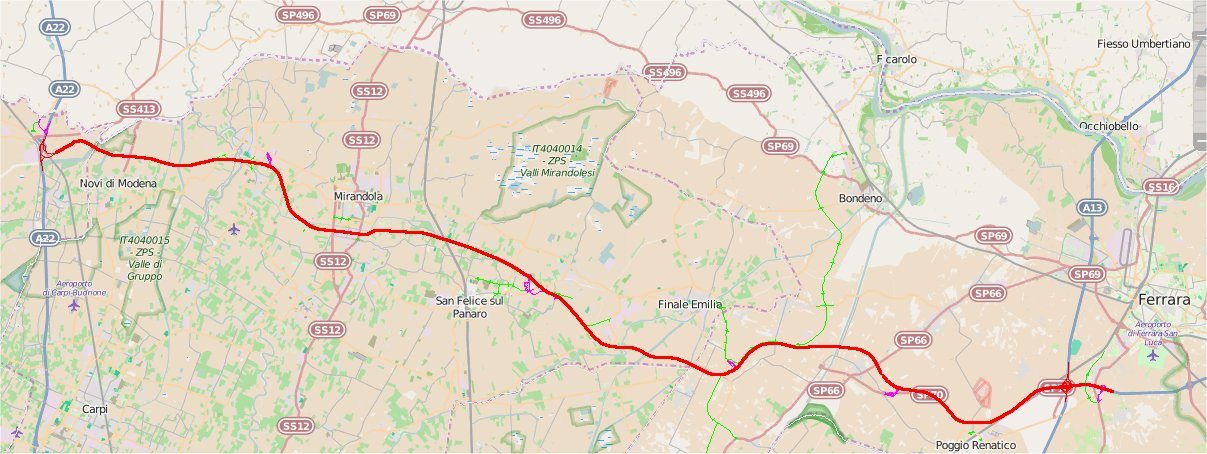
Tracciato del progetto dell'autostrada regionale Cispadana

### Tabella percorso
| REGGIOLO/ROLO - FERRARA SUD Autostrada Cispadana |                                                      |      |      |           |
| Tipo                                             | Indicazione                                          | ↓km↓ | ↑km↑ | Provincia |
|                                                  | A22 Modena - Brennero                                | 0,0  | 64,7 | RE        |
|                                                  | San Possidonio - Concordia sulla Secchia - Mirandola | 11,9 | 52,8 | MO        |
|                                                  | Mirandola                                            | 14,2 | 50,5 | MO        |
|                                                  | San Felice sul Panaro - Finale Emilia                | 28,4 | 36,3 | MO        |
|                                                  | Cento Raccordo per Cento e Bondeno                   | 41,4 | 23,3 | FE        |
|                                                  | Poggio Renatico                                      | 51,9 | 12,8 | FE        |
|                                                  | Poggio Renatico                                      | 55,9 | 8,8  | FE        |
|                                                  | A13 Bologna - Padova                                 | 62,0 | 2,7  | FE        |
|                                                  | Barriera di Ferrara sud                              | 63,3 | 1,4  | FE        |
|                                                  | Ferrara sud                                          | 64,0 | 0,7  | FE        |
|                                                  | Raccordo Ferrara - Porto Garibaldi                   | 64,7 | 0,0  | FE        |